# Tamás Mendelényi
Tamás Mendelényi, född 2 maj 1936 i Budapest, död 6 september 1999 i Várgesztes, var en ungersk fäktare.
Mendelényi blev olympisk guldmedaljör i sabel vid sommarspelen 1960 i Rom.